# 新斯的明
新斯的明（英語：Neostigmine）是一种拟副交感神经药，其作用机理是作为一种易逆乙酰胆碱酯酶抑制药。
常用于肌无力和术后腹水潴留，也可用于竞争性神经肌肉阻滞药解毒
禁用于机械性肠梗阻，尿路梗阻一类患者